# لافارج للأسمنت مصر
لافارج للأسمنت مصر هي إحدى شركات لافارج الفرنسية، التابعة لمجموعة لافارج هولسيم العالمية بغرض إنتاج الأسمنت بمختلف أنواعه، وغيره من المنتجات المتفرعة من صناعة الأسمنت أو المرتبطة بها مثل الخرسانة، الكلينكر والحصى، ويقع المركز الرئيسى للشركة في التجمع الخامس بالقاهرة الجديدة شرق العاصمة المصرية القاهرة، أما المصنع فيقع في منطقة الصناعات الثقيلة بالكيلو 93 طريق القطامية - العين السخنة بمحافظة السويس، ويعمل بالشركة ما يقارب من 2500 موظف، وتبلغ خصتها التسويقية في سوق الأسمنت المصري بنسبة تتراوح بين 13 إلى 14%. ويعد «أسمنت الممتاز» العلامة التجارية الخاصة بالأسمنت الذي تنتجه الشركة.

## التاريخ
تأسست عام 2008 وذلك عندما قامت شركة لافارج الفرنسية بشراء مصنع الأسمنت الخاص بشركة أوراسكوم للإنشاء والصناعة والكائن في العين السخنة، وقد قدرت قيمة الصفقة بحوالي 12.81 مليار دولار أمريكي. وتم تغيير اسم الشركة من المصرية للأسمنت إلى لافارج للأسمنت مصر.

## المصنع
يقع مصنع شركة لافارج للأسمنت مصر في منطقة الصناعات الثقيلة بالكيلو 93 طريق القطامية - العين السخنة بمحافظة السويس، يحتوي المصنع على خمسة خطوط إنتاج، كما يعد المصنع ثاني أكبر مصنع على مستوى العالم، ويعمل المصنع حالياً على مزيج من طاقة يساوى 20% طاقة متولدة من المخلفات، و10% على الغاز الطبيعى، و65% على الفحم لأنتاج الطاقة اللازمة لأفران الفحم،

## وصلات خارجية
- الموقع الرسمي لشركة لافارج مصر
- الموقع الرسمي لشركة لافارج
- الموقع الرسمي لمجموعة لافارج هولسيم